# James Lipton
Pour les articles homonymes, voir Lipton (homonymie).
James Louis Lipton, né le 19 septembre 1926 à Détroit dans le Michigan et mort le 2 mars 2020 à Manhattan (New York), est un écrivain et poète américain.

## Biographie
Le père de James Lipton, Lawrence Lipton, était poète et un des chefs de file du mouvement littéraire et philosophique de la Beat generation. Sa mère était professeur et a travaillé dans une bibliothèque. James Lipton a donc eu la chance d'être élevé dans un univers littéraire. Il avait d'ailleurs appris à lire dès l'âge de deux ans et à trois ans, il écrivait des poèmes ; adolescent il avait déjà écrit trois nouvelles, toujours non publiées. Il a suivi des études de droit qu'il a financées en étant journaliste puis acteur dans le Midwest et à New York. C'est à Big Apple, que pendant douze ans, il a développé une passion intense pour le cinéma, la télévision et le théâtre. Il travaille notamment à la direction d'enfants : Stella Adler, 2 1/2 ans ; Harold Clurman (en), 4 ans ; Robert Lewis, 2 ans ; la danse avec Hanya Holm, Alwin Nikolais (danse moderne); Ella Daganova, Benjamin Harkarvy (ballet classique) ; élocution avec Mme Éva Gauthier et Arthur Lessac ; télévision et production à la New York University School of the Arts, et à la New School. 
Dans les années 50, il exerce une activité de souteneur de prostituées à Paris.
Il est membre à vie et vice-président de l'Actors Studio, et il fait partie de son comité de direction.
Il a créé avec d'autres membres de l'Actors Studio, Paul Newman, Ellen Burstyn, Norman Mailer, Carlin Glynn, Lee Grant, Arthur Penn, et Robert Wankel, l'Actors Studio Drama School à la New School University, qui est devenue la plus célèbre école d’arts dramatique des États-Unis. 
En 1994, il crée une suite à son cours d'acteur, et l'émission L'Actors Studio, au succès qui le rend célèbre. Cette émission est inspirée par Bouillon de culture de Bernard Pivot (émission finissant par le questionnaire de Proust comme Apostrophes, Bouillon dont il participera au dernier numéro à Paris en 2001, questionné de la sorte en alternance avec l'animateur lui-même par Jean d'Ormesson, en présence d'autres invités français et de la francophone Denise Bombardier). L'émission est diffusée sur Bravo Network à 20 h, reçue par 78 000 000 foyers, diffusée dans 125 pays, plus de 200 acteurs, scénaristes et réalisateurs se sont succédé. En France, elle est diffusée sur Paris Première. Le 14 juillet 2005, elle a reçu deux nominations pour les catégories Outstanding Nonfiction Special et Outstanding Nonfiction Series. Au total l'émission a reçu 11 nominations aux Emmy Awards, le prix CableAce Award comme Best Talk Show, et le New York Festival Award comme The World’s Best Talk/Entertainment Program qui compare 16 000 programmes de télévision.
Le 4 mai 2004, James Lipton a reçu la Founders Medal de la New School University de New York. Une distinction offerte seulement treize fois en 84 années d'histoire. 
James Lipton est membre de l'Authors’ League, de la Dramatists’ Guild, ASCAP, SAG-AFTRA et il est membre à vie de la Writers’ Guild of America. Il a été membre de la National Academy of Television Arts and Sciences, et un Gouverneur du New York NATAS Chapter, et il est membre de l'ATAS. 
Les ouvrages de James Lipton sont publiés par St. Martin’s Press.
James Lipton demeure à New York avec sa femme Kedakai, qui est vice-présidente du Corcoran Real Estate Group, et une designer qui a collaboré à An Exaltation of Larks. Il a aussi participé à des compétitions hippiques. En 1995, il a représenté les États-Unis d'Amérique au Grand Prix du Challenge des Champions. Il a aussi un diplôme d'aviation (membre du conseil international des associations de propriétaires et pilotes d'aéronefs).
James Lipton parle couramment le français et il est élevé au rang de chevalier de l'Ordre des Arts et des Lettres.
Il est mort d'un cancer de la vessie le 1er mars 2020 à son domicile new-yorkais de Manhattan.